# Sansepolcro
Sansepolcro est une commune dans la province d'Arezzo dans la région Toscane en Italie.
Le peintre Piero della Francesca est né et mort à Sansepolcro, où sont conservées certaines de ses peintures les plus célèbres.

## Toponymie
L'ancien toponyme Borgo San Sepolcro se réfère, selon la tradition, au nom de deux pèlerins, Egidio e Arcano, qui y auraient élevé une petite église et un oratoire à l'intérieur duquel ils auraient conservé des reliques du tombeau de Christ. Il semble que la dénomination latine du lieu était Biturgia.

## Géographie
Avec 16 000 habitants environ, Sansepolcro est la commune la plus importante de la Valtiberina (haute vallée du Tibre).

## Culture

### Monuments
Comme beaucoup de villes italiennes anciennes d'origine médiévale, elle comporte un centre historique, le Borgo, cerné de murailles et souvent bordé d'une forteresse, et d'un développement en périphérie, plus récent, des habitations et des industries locales. Les monuments se situent toujours dans le Borgo (qu'on peut traduire par bourg médiéval) :
- l' Église San Francesco de Sansepolcro
- le Duomo : la cathédrale San Giovanni Evangelista ;
- l'église San Lorenzo et la Deposizione di Cristo de Rosso Fiorentino (1528) ;
- l'église Santa Maria dei Servi et  l'Assunzione della Vergine e quattro Santi, triptyque de Matteo di Giovanni ;
- la Forteresse de Sansepolcro.

La ville contient plusieurs musées :
- le Musée municipal de Sansepolcro :
  - un polyptyque de Piero della Francesca : Polyptyque de la Miséricorde,
  - la fresque de Piero della Francesca : La Résurrection, sur le mur même où elle a été peinte ;
- le Museo della Vetrata (it) Antica ;
- le Museo della Resistenza di Sansepolcro (it) ;
- la fondation Pero della Francesca, installée dans sa maison natale.

La statue du peintre est dressée dans un square situé presque en face du musée.

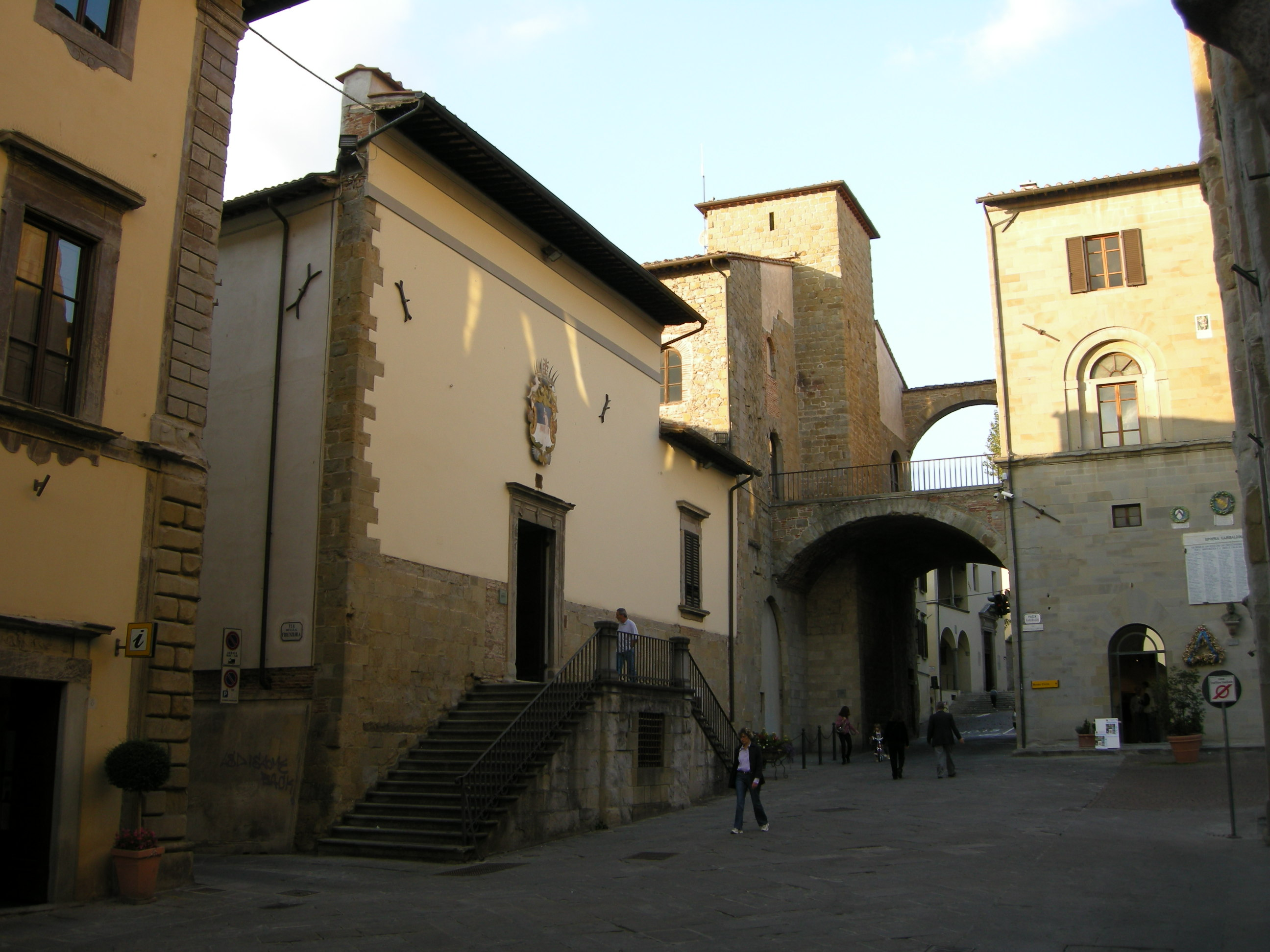
Le musée civique.
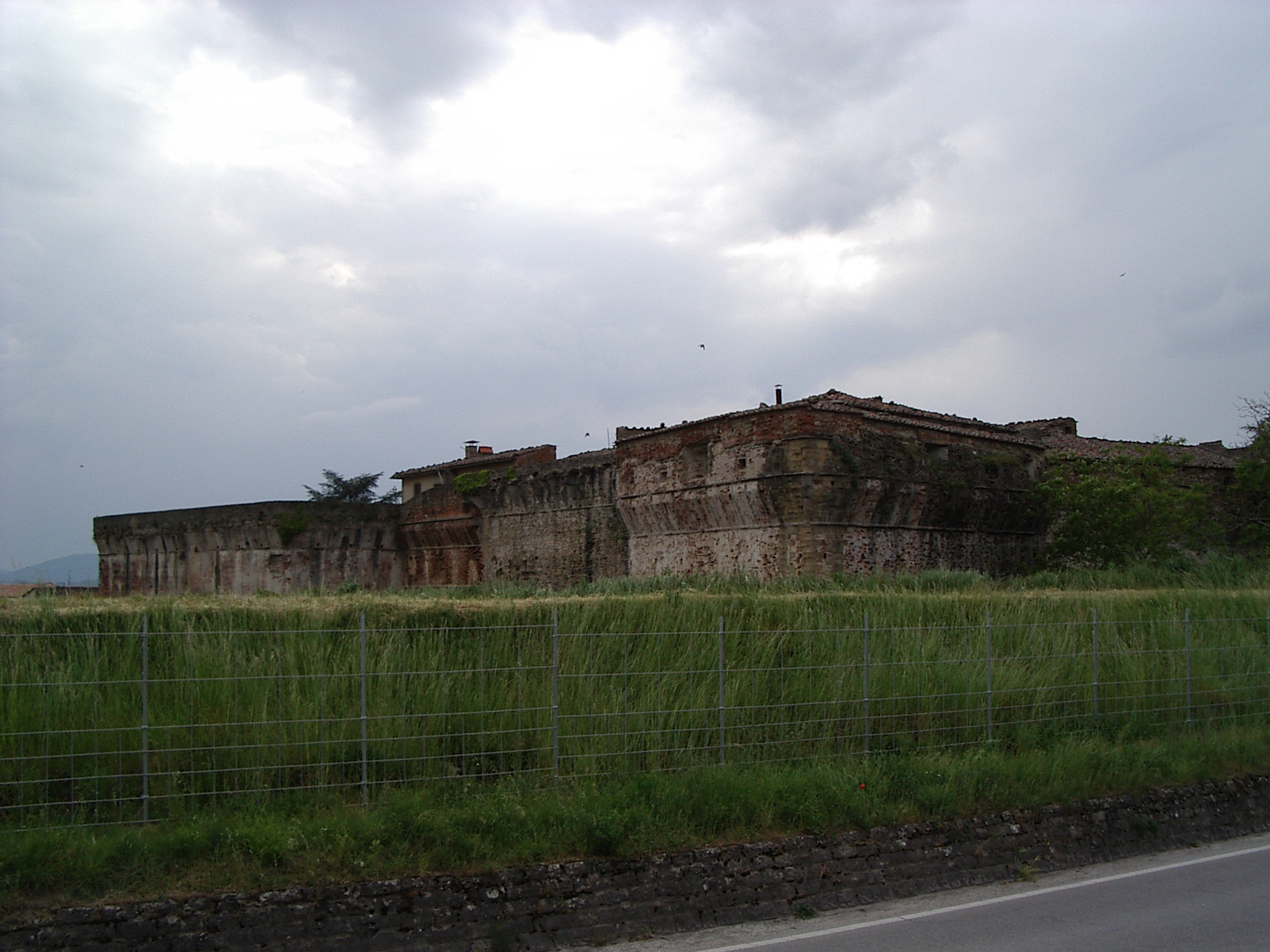
La Forteresse médicéenne.
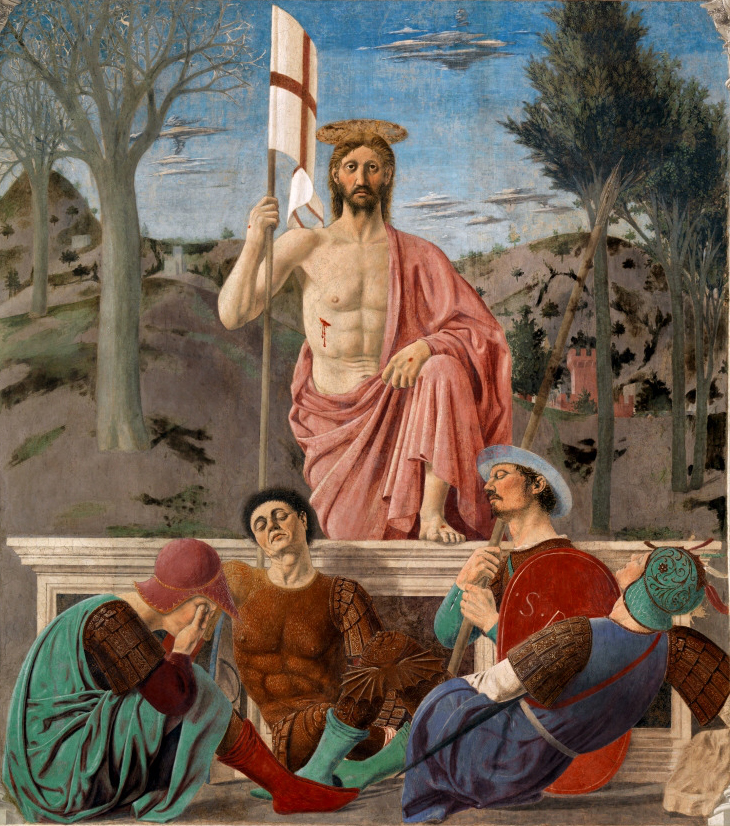
La Résurrection, de Piero della Francesca.

## Personnalités

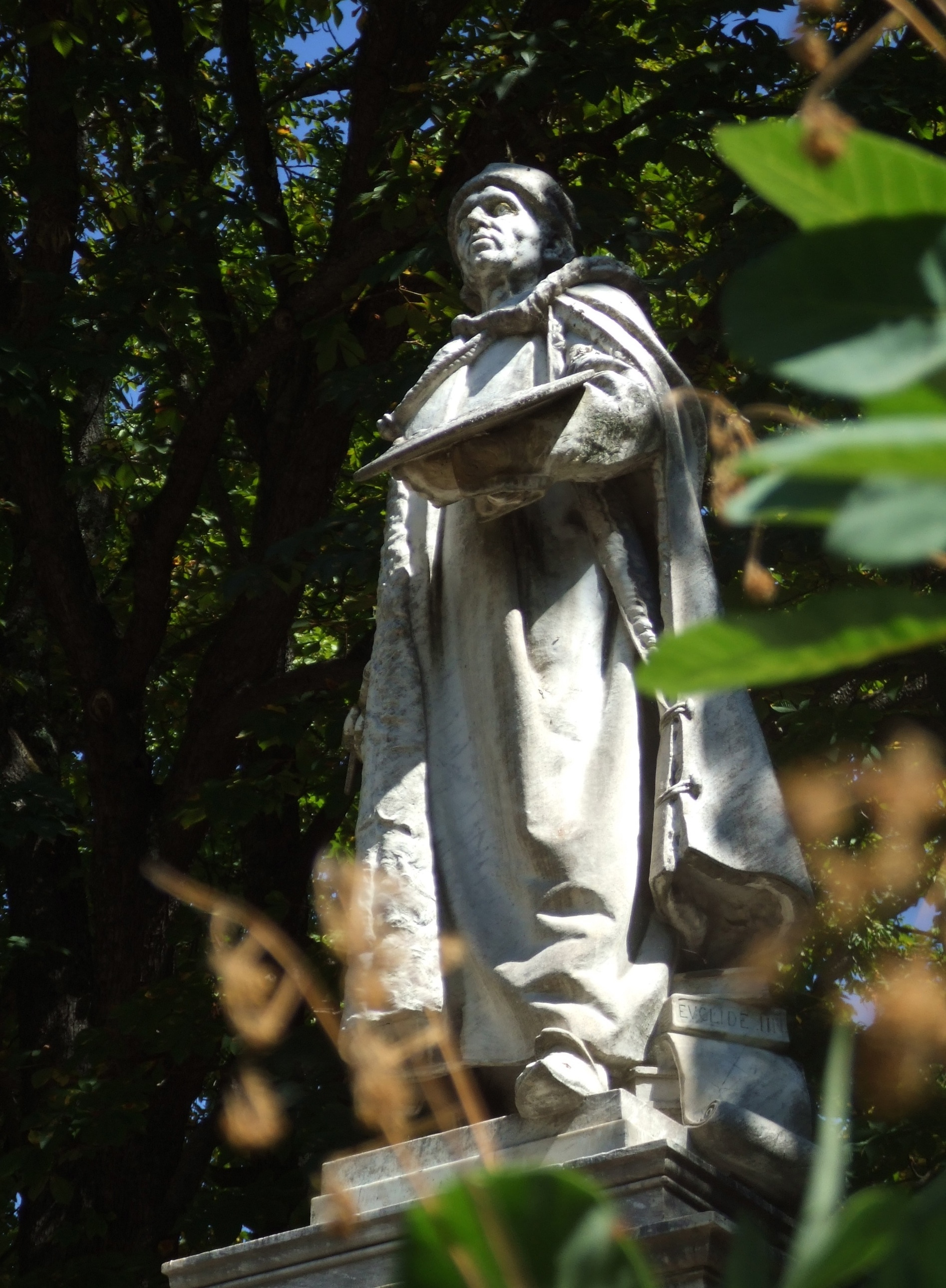
Statue de Piero della Francesca, square en face de la fondation.

- Andrea Dotti, religieux de l'Ordine dei Servi di Maria, vénéré comme moine béatifié (Sansepolcro, 1256 - Barucola, 31 août 1315)
- Piero della Francesca, peintre (Sansepolcro 1420 - Sansepolcro 1492)
- Matteo di Giovanni, ou Matteo da Siena ou encore Matteo di Giovanni di Bartolo, peintre, (San Sepolcro ~1430 - Sienne, 1495)
- Luca Pacioli, dit Luca di Borgo, moine mathématicien (Borgo Sansepolcro 1445 - Rome 1514)
- Santi di Tito (Borgo San Sepolcro, 1536 - Florence, 1603), peintre maniériste italien de l'école florentine.
- Remigio Cantagallina (Sansepolcro, 1582 – Florence, 1656), graveur et peintre
- Angiolo Tricca (Sansepolcro, 17 février 1817 - Florence, 23 mars 1884), peintre
- Cristoforo Gherardi, (Sansepolcro, 25 novembre 1508 - avril 1556), peintre

## Économie
En 1827, Giovanni Battista Buitoni et son épouse Giulia Boninsegni créèrent à Sansepolcro une entreprise qui a produit la marque homonyme, aujourd’hui absorbée par Nestlé.

## Administration
| Période                                  | Période  | Identité         | Étiquette               | Qualité |
| ---------------------------------------- | -------- | ---------------- | ----------------------- | ------- |
| 2004                                     | 2006     | Ugolini Alessio  | Democratici di Sinistra |         |
| 2006                                     | 2011     | Franco Polcri    | Centro-Destra           |         |
| 2011                                     | En cours | Daniela Frullani | Partito Democratico     |         |
| Les données manquantes sont à compléter. |          |                  |                         |         |

### Hameaux
Gragnano, Gricignano, Melello, Montagna, Santa Fiora.

### Communes limitrophes
Anghiari, Badia Tedalda, Borgo Pace (Pesaro et Urbino), Citerna (Pérouse), Città di Castello (Pérouse), Pieve Santo Stefano, San Giustino (Pérouse).

## Jumelages
La ville de Sansepolcro est jumelée avec :
- Sinj (Croatie) depuis 1981
- Neuchâtel (Suisse) depuis 1997
- Neuves-Maisons (France) depuis 1997

## Honneur
Depuis le 15 janvier 2024, l'astéroïde (21337) Sansepolcro porte son nom.